# يوزيف ناجي
يوزيف ناجي (بالسلوفاكية: József Nagy)‏ (و. 1968  م) هو سياسي، واقتصادي سلوفاكي، ولد في دونيسكا ستريدا.

## مناصب
تولى منصب عضو البرلمان الأوروبي (منذ 1 يوليو 2014)
- نائب عن الجمعية البرلمانية لمجلس أوروبا  [لغات أخرى]‏ (25 يونيو 2012–25 يناير 2015)[3]

.

## التعليم
تعلم في University of Economics in Bratislava ‏
.